# Cinéorama
El cinéorama es un proceso de proyección cinematográfico experimental que funciona a partir de una pantalla circulatoria que proyecta ayudándose de diez proyectores sincronizados. Fue inventado por el francés Raoul Grimoin-Sanson, que protegió el invento en 1897. Presentó el cinéorama por primera vez a la Exposición Universal de París (1900). La expectación creada fue tan grande que tuvo que suspender la proyección por motivos de seguridad.

## Historia
El 1893 el Kinetoscopio de Thomas Edison había estado provocando una especulación salvaje entre los inventores, ingenieros y pensadores sobre el futuro del teatro y la narración. Este invento permitía a un solo espectador ver una imagen en movimiento a través de una pequeña mirilla a la parte superior.
En los Estados Unidos, el dispositivo de Edison fue protegido con patentes y abogados impresionantes; pero en otras partes del mundo no había podido protegerlo. Así, fiel al espíritu de la época, un ingeniero eléctrico en Inglaterra se estaba haciendo nombre por sí mismo con la producción de réplicas de la máquina a base de diseños pirateados. Su nombre era Robert Paul.
Raoul Sanson - otro inventor francés - estaba en un viaje en Inglaterra. Fue parte de un pequeño pero creciente grupo de entusiastas de cine, que había sentido hablar réplica del kinetoscopio de Paul, así que fue a la caza de uno. Cuando sus caminos se cruzaron finalmente, Sanson descubrió que Robert Paul no sólo estaba construyendo réplicas de kinetoscopios, sino que estaba trabajando en una manera de proyectar las imágenes sobre una pantalla, una idea revolucionaria que Sanson había estado reflexionando.
Sin vacilar, Raoul Sanson hizo un pedido. Mucha gente había mirado a través de la mirilla para ver una imagen en movimiento, pero muy pocos habían imaginado que se proyectaría la imagen sobre una pared. Raoul Sanson y Robert Paul habían hablado intensamente sobre donde se dirigía el mundo de la "imagen en movimiento", comparando notas sobre sus ideas para un futuro visual. Paul fue inspirado por la ciencia ficción del momento - HG Wells. Se imaginó el público rodeado de imágenes proyectadas para crear un "viaje de imagen en movimiento a través del tiempo y el espacio." Décadas antes de la llegada de la industria cinematográfica, Paul presentó una patente para su idea. Se utilizaba toda clase de trucos, construcciones y proyecciones de imágenes de forma que el público podría 'sentir una sensación física' de moverse a través del tiempo y el espacio, probablemente fue el primero visionario de la Realidad Virtual. Robert Paul pasó a inventar el primer proyector de cine comercial de Gran Bretaña, pero su visión de un "viaje de imagen en movimiento a través del tiempo' nunca habría llegado a llevarse a cabo.
La reunión con Paul debía haber sido inspiradora por Raoul Sanson. Volvió a Francia con posesión de su propio kinetoscopio e inmediatamente empezó a trabajar en su propio método para proyectar las imágenes sobre una pantalla. Menos de un año más tarde, se había conseguido precisamente esto. Se hizo una demostración de su máquina Phototachygraphe a los periodistas de todo Francia. 
Era 1897. La combinación de dos tiros juntos en algo pareciendo a 'una secuencia' ni siquiera era una realidad pensada, la industria del cine estaba a décadas de distancia. La "imagen en movimiento" no estaba al radar de nadie, sólo unos pocos pensadores burgueses habían parado atención. Y sin embargo, en Francia, Sanson estaba imaginando un inmersivo e increíble futuro. La obtención de imágenes en movimiento proyectadas en una pantalla era sólo el primer paso de su visión real. Las cámaras de cine a penas estaban trabajando, y él ya estaba pensando en su combinación. "Si es posible proyectar en una sola pantalla, por qué no es posible proyectar en múltiples pantallas?". De aquí a tres años, los mejores inventores, inversores, pensadores y emprendedores del mundo llegarían a París por la magnífica 'Exposición Universal' en 1900. Era destinado a marcar el comienzo de un siglo de progreso tecnológico. Sanson había hecho un nombre por sí mismo con el dispositivo 'Photoachygraphe', y así, convenció algunos inversores para apoyar su idea. El Cinéorama nació.
Su idea consistía en que el público tenía que ser alojado en una cesta de un globo aerostático para una reproducción a gran escala. Por debajo de la cesta había una sala de proyección hecha a medida, que albergaba 10 proyectores sincronizados dispuestos en un círculo. Cada uno proyectaba sobre una pantalla gigante, siendo el resultado final una deslumbrante imagen en movimiento de 360 grados que rodeaba un público sorprendido.
No obstante,  hubo un problema en la sala de proyección. Para hacer funcionar la máquina, el operador de proyección se alojaba en una caja de madera estrechada junto a 10 luces de proyección enormes e ineficientes. En unos segundos de poner en marcha la máquina, la temperatura en la sala de proyección se dispararía. Sorprendentemente, el operador de proyección consiguió tres días de proyecciones con aplausos, pero en el cuarto día se desmayó, ocasionando preocupación a las autoridades por la posibilidad de incendio.
Para la compañía Cineroama de Sanson fue un completo desastre. Un año después, la compañía estaba totalmente en bancarrota y su material fue vendido en 1901.
Sanson salió de la industria del cine y se adentró a la industria del corcho, cayendo en el olvido histórico y cultural. Aun así, mientras que su compañía podría haber muerto, la idea de cine inmersivo había nacido.